# Сафонов, Михаил Фролович
Михаил Фролович Сафонов (10 января 1925 — 17 июля 1996) — командир отделения 374-й отдельной разведывательной роты, красноармеец.

## Биография
Родился 10 января 1925 года в деревне Шестаки Горецкого района Могилёвской области Белоруссии в крестьянской семье. Белорус. Окончил 7 классов.
До 1 июля 1944 года был партизаном. C августа 1944 года на фронте в действующей армии.
Разведчик 374-й отдельной разведывательной роты красноармеец Сафонов в ночь на 19 сентября 1944 года, находясь в группе поиска в районе реки Нарев, скрытно подобрался к огневой точке, захватил в плен гитлеровца, который дал ценные сведения о вражеской обороне. Приказом № 139 по 290-й стрелковой дивизии от 23 сентября 1944 года красноармеец Сафонов Михаил Фролович награждён орденом Славы 3-й степени.
С 14 января по 1 февраля 1945 года неоднократно участвовал в разведке в районе города Лидзбарк-Варминьски, действовал находчиво и мужественно, уничтожив гранатами и огнём из автомата 12 вражеских солдат и офицеров, захватил ручной пулемёт и 10 автоматов. Приказом № 539 по 3-й армии от 17 февраля 1945 года красноармеец Сафонов Михаил Фролович награждён орденом Славы 2-й степени.
Командир отделения той же дивизии и армии 1-го Белорусского фронта красноармеец Сафонов 30 апреля 1945 года во время ликвидации группировки противника юго-восточнее Берлина ворвался в расположение неприятеля, из личного оружия истребил 13 противников и вместе с другими разведчиками 9 пехотинцев захватил в плен. 19 мая 1945 года командующий 3-й армией генерал А. В. Горбатов подписал представление к награждению красноармейца М. Ф. Сафонова орденом Славы 1-й степени. Указом Президиума Верховного Совета СССР от 15 мая 1946 года за мужество, отвагу и героизм красноармеец Сафонов Михаил Фролович награждён орденом Славы 1-й степени.
В 1948 году полный кавалер ордена Славы старшина Сафонов М. Ф. демобилизован. Жил в городе Могилёве. Работал на заводе «Электродвигатель».
Умер 17 июля 1996 года.
Награждён орденами Октябрьской Революции, Отечественной войны 1-й степени, Красной Звезды, «Знак Почёта», Славы 1-й, 2-й и 3-й степени, медалями.